# Vivo 2 (álbum de Virus)
Vivo 2 es el segundo álbum en vivo de la banda argentina Virus. 
Lanzado once años después de Vivo incluye grabaciones inéditas de los shows registrados en el Estadio Obras Sanitarias los días 14, 15 y 16 de mayo de 1986.

## Historia
La idea principal, era la publicación del registro casi total de los conciertos grabados, y la inclusión de demos de Las Violetas (banda anterior a Virus y de la cual su separación daría origen al grupo).

Dichas demos fueron tomadas de la única cinta que se pudo rescatar del estudio de grabación en donde fue registrado, ya que casi la totalidad de las cintas grabadas allí, se perdieron en un incendio.

Motivados por el lamentable episodio, Vivo 2, serviría como una especie de preservación del material, tanto de esos demos, como de las grabaciones en vivo. Con Mario Serra (ex baterista del grupo) al frente del proyecto, y con el acompañamiento de la discográfica Sony Music, el álbum se ideó con la ambiciosa intención de un set de tres discos, convirtiéndose así en el primer álbum triple de la historia del rock argentino.

Lamentablemente, la idea principal no salió a la luz. Aunque nunca confirmaron el porqué, se habla de que probablemente los demás integrantes del grupo rechazaron la idea original, ya que no querían generar ganancias a partir de la imagen de Federico Moura (cantante original del grupo, quien falleció en el año 1988).

Se cree que el grupo terminó aceptando el trabajo tal y como lo conocemos hoy, para no desaprovechar la restauración, remasterización y preservación del material realizada por Mario, aunque en un principio no fue reconocido como un álbum oficial del grupo (de hecho, este álbum sería el noveno del grupo, aunque oficialmente lo fue 9).
Los demos de Las Violetas, recién fueron lanzados en vinilo en 2021, por la discográfica ZORN Records.
A diferencia de Vivo el cual recibió algunas críticas negativas de la prensa por no incluir las canciones más populares del grupo musical, como «Una luna de miel en la mano», «Carolina» o «Amor descartable», este sí las incluye.

## Lista de canciones
| N.º   | Título                        | Música                           | Escritor(es)                                 | Duración |  |
| 1.    | «El probador»                 | Julio Moura                      | Federico Moura y Julio Moura                 | 3:46     |  |
| 2.    | «Juegos incompletos»          | Federico Moura                   | Federico Moura                               | 3:52     |  |
| 3.    | «Hago más»                    | Enrique Mugetti                  | Federico Moura                               | 4:00     |  |
| 4.    | «Soy moderno, no fumo»        | Federico Moura                   | Federico Moura, Felisa Pinto, Roberto Jacoby | 3:05     |  |
| 5.    | «Destino circular»            | Julio Moura                      | Federico Moura y Roberto Jacoby              | 3:51     |  |
| 6.    | «Sentirse bien»               | Federico Moura                   | Federico Moura                               | 3:20     |  |
| 7.    | «Amor descartable»            | Julio Moura                      | Federico Moura                               | 3:14     |  |
| 8.    | «Carolina»                    | Ramón Alpuente e Hilario Camacho | Ramón Alpuente e Hilario Camacho             | 2:32     |  |
| 9.    | «Me puedo programar»          | Julio Moura                      | Federico Moura                               | 3:21     |  |
| 10.   | «Una luna de miel en la mano» | Federico Moura                   | Eduardo Costa                                | 5:35     |  |
| 36:40 |                               |                                  |                                              |          |  |

## Créditos
Créditos adaptados de las notas de Vivo 2

- Producido por: Virus
- Mezclado en Estudios Panda, Buenos Aires, Argentina
- Ingeniero de mezcla: Mario Serra
- Asistente: Ricardo Troilo
- Ingeniero de sonido: Carlos Piriz
- Diseño de tapa: Daniel Melgarejo, Peter Topp
- Producción ejecutiva: Oscar López

## Agradecimiento
Cyril Blaise, Adriana San Román, Fernando Bustillo, Ramiro Fernández, Víctor Gómez, Víctor Bertolini, Mariano López, Adrián Bilbao, Eduardo Costa, Mario Lavalle.